# Słabada (sielsowiet Piszczaława)
Słabada (biał. Слабада; ros. Слобода, Słoboda) – wieś na Białorusi, w obwodzie witebskim, w rejonie orszańskim, w sielsowiecie Piszczaława, nad Paczalicą.
W pobliżu znajduje się przystanek kolejowy Słabodski, położony na linii Orsza – Lepel.